# 紀元前372年
紀元前372年（きげんぜん372ねん）は、ローマ暦の年である。
当時は、「執政武官も執政官もいない4年目の年」として知られていた（もしくは、それほど使われてはいないが、ローマ建国紀元382年）。紀年法として西暦（キリスト紀元）がヨーロッパで広く普及した中世時代初期以降、この年は紀元前372年と表記されるのが一般的となった。

## 他の紀年法
- 干支 : 己酉
- 日本
  - 皇紀289年
  - 孝安天皇21年
- 中国
  - 周 - 烈王4年
  - 秦 - 献公13年
  - 晋 - 孝公17年
  - 楚 - 粛王9年
  - 斉 - 桓公3年
  - 燕 - 桓公元年
  - 趙 - 成侯3年
  - 魏 - 武侯24年
  - 韓 - 懿侯3年
- 朝鮮
  - 檀紀1962年
- ベトナム :
- 仏滅紀元 : 173年
- ユダヤ暦 :

## できごと

### ギリシア
- テッサリアの支配者フェライのイアソン (Jason of Pherae) が、アテナイと同盟し、さらにマケドニア王国と同盟した。

### 中国
- 趙が衛を攻撃し、73城を奪った。
- 魏が趙軍を北藺で破った。

### スポーツ
- 古代オリンピックで、自身が審判を務めていたエリスのトロイロスが、2つの馬術競技で優勝し、審判の競技参加が禁止されるきっかけを作った。

## 誕生
- 孟子、中国戦国時代の哲学者（+ 紀元前289年）